# 프레데릭순시

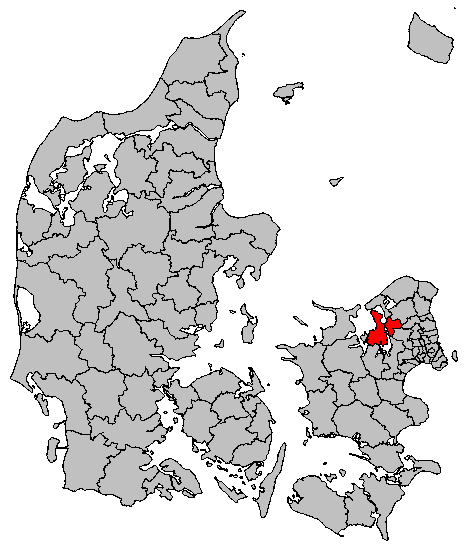
프레데릭순시의 위치

프레데릭순시(덴마크어: Frederikssund Kommune)는 덴마크 셸란 지역에 위치한 지방 자치체로 행정 중심지는 프레데릭순이며 면적은 250.61km2, 인구는 44,341명(2014년 4월 1일 기준), 인구 밀도는 180명/km2이다. 셸란섬 북부에 위치한다.